# Волковка (река)
Во́лковка (Черная речка до июля 1904) — река на территории Санкт-Петербурга длиной 17 км, от истоков на склонах Пулковских высот до устья, искусственно созданного в начале XIX века при прокладке Обводного канала; до этого была левым притоком Невы. Отрезанные таким образом низовья Волковки, включая её прежнее устье, составили реку Монастырку, причём направление движения воды в этой части русла изменилось на противоположное — от Невы к Обводному каналу.
С конца XIX века и вплоть до 1920-х годов по руслу Волковки в районе Волковой деревни и Волковских кладбищ проходила часть официальной границы города, земли за которой к 1916 году находились в юрисдикции Московской волости Петроградского уезда.
Движение маломерных судов по реке запрещено.

## История
Река в XV—XVI веках называлась Сетуй, где -уй означает ручей (выр. Uja; эст. Oja) или канаву (фин. Oja) в прибалто-финских диалектах (ср. Хапо-Ое). Однако корень слова имеет параллели с балтийской топонимикой России (см. Сетунь, Сетунька). Также есть попытки отыскать этимологию гидронима Сетуй в языках местных народов.
На месте впадения Сетуя в Неву, по указу Петра I с 1712 года началась постройка Александро-Невского монастыря, которому надлежало стать духовным центром будущей столицы. Через неё был перекинут первый мост на материковой части города (1-й Лаврский мост).
С начала XVIII века и до начала XIX века также называлась Чёрной речкой, от этого названия остался топоним Чернорецкий переулок близ лавры.
В первой половине XIX века был проложен восточный участок Обводного канала, разделивший бывшую Чёрную речку на две части. Отрезанные каналом низовья, вплоть до бывшего устья, стала называться рекой Монастыркой (по Александро-Невскому монастырю). Верховья же, от Пулковских высот и до городской черты, после 1887 года стали называть Волковкой, по Волковой деревне и прилежащим кладбищам.
При постройке района Купчино часть русла между ул. Салова и станцией метро Купчино канализована (Волковский канал). Старицами Волковки являются пруды в парке Интернационалистов и внутри кварталов.
- Через Волковский канал перекинуты:
  - 4-й Волковский мост (пешеходный)
  - Ново-Волковский мост
  - Белградский мост
  - безымянный мост (пешеходный)
  - Балканский мост
- Яблоневый сад
- железнодорожная платформа Проспект Славы

- Водосливная плотина у дома № 54 по Белградской улице

## Географические сведения
Исток в районе Пулковских высот, впадает в Обводный канал в 2,2 км ниже его истока. Длина около 25 км, ширина в низовьях от 7 до 20 м, глубина до 1 метра.
У Волковки есть правый приток — река Пулковка.
Южнее Балканской площади Волковка соединяется с Волковским каналом, в который впадает Шушарский ручей.

## Экология
Вода загрязнена канализационными стоками и мусором, оставляемым владельцами гаражей.
По сообщению газеты «Санкт-Петербургские ведомости», очистка реки от мусора предприятием «Ленводхоз» проводится в 2012 году, и дальнейшее благоустройство запланировано на 2013 г.

## Достопримечательности
- Дом № 3 — главный корпус Волковской богадельни, 1880—1882 гг., арх-ры Антоний Томишко, Фёдор Габерцетель. В 2004 году, при губернаторе Валентине Матвиенко, богадельня была исключена из списка объектов культурного наследия[13]. После серии судебных разбирательств, в 2017 году зданию вернули охранный статус[14], собственника обязали провести реставрацию[15].  781911326650005

Через канал и реку переброшены пятнадцать мостов:
- - Ново-Кирпичный мост
  - Грааповский мост
  - Старообрядческий мост
  - Касимовский мост
  - Алмазный мост
  - 1—3-й Волковские мосты
  - Белградский мост
- мосты канализованного участка (Волковский канал).
  - Витебский мост (в южной части реки, юго-западнее канализованного участка)
  - «Московский» мост (название формально не присвоено, в створе Московского шоссе)
- Метро «Купчино»
- Магометанское кладбище
- Ново-Волковское кладбище
- Волковское православное кладбище
- Волковское лютеранское кладбище

## Данные водного реестра
По данным государственного водного реестра России относится к Балтийскому бассейновому округу, водохозяйственный участок реки — Нева, речной подбассейн реки — Нева и реки бассейна Ладожского озера (без подбассейна Свирь и Волхов, российская часть бассейнов). Относится к речному бассейну реки Нева (включая бассейны рек Онежского и Ладожского озера).
Код объекта в государственном водном реестре — 01040300412102000009025.